# Akihiko Okamura
Akihiko Okamura (jap. 岡村 昭彦, Okamura Akihiko; * 1. Januar 1929; † 24. März 1985) war ein japanischer Pressefotograf.

## Leben
Akihiko Okamuras Kindheit war von den japanischen kriegerischen Auseinandersetzungen bis hin zum Zweiten Weltkrieg geprägt. Er wurde in den westlichen Ländern als Fotograf bekannt, als das Life Magazin im Juli 1965 eine neunseitige Reportage über den Vietcong mit Fotos Okamuras veröffentlichte. In dem Jahr erhielt er einen Preis der Fotografischen Gesellschaft Japans. In den Folgejahren war er als Fotoreporter in der Dominikanischen Republik, auf Hawaii und Tahiti tätig.  1968 zog er mit seiner Familie nach Nordirland, um dort eine Fotoreportage vom Nordirland-Konflikt zu machen und den irischen Wurzeln des Kennedy-Clans nachzugehen.
Er war Zeuge des Biafra-Krieges und fotografierte 1971 den Fortgang des Vietnam-Kriegs in Südvietnam und Laos. Er starb 1985 an einer Sepsis. Akihiko war zweimal verheiratet und hatte vier Kinder. Die Journalistin Kusi Okamura (The Wild Word magazine) ist seine Tochter.
Im Jahr 2014 widmete ihm das Tokyo Metropolitan Museum of Photography eine Retrospektive unter dem Titel All About Life and Death. Das Photo Museum of Ireland bearbeitete seine Fotos des Nordirland-Konflikts und widmete ihm eine Ausstellung.